# Đoàn Tuyên truyền Xung phong thành Hoàng Diệu
Đoàn Thanh niên Tuyên truyền Xung phong thành Hoàng Diệu là một lực lượng võ trang tuyên truyền tự phát tồn tại từ 1945 đến 1947 ở nội thành Hà Nội, sau thuộc quyền chỉ thị trực tiếp của Việt Minh.

## Lịch sử

### Đế quốc Việt Nam
Sau sự kiện mồng 09 tháng 03, hiến binh Nhật cùng tay sai, chỉ điểm người Việt tiến hành truy bắt cán bộ Việt Minh tại Hà Nội. Trước tình thế cấp bách, ông Vũ Oanh, chủ nhiệm Mặt trận Việt Minh thành Hoàng Diệu, đã quyết định lập các tổ võ trang đặc biệt nhằm bảo vệ cán bộ khi công tác, đồng thời tiễu trừ thành viên các đảng đối địch.
Ngày 01 tháng 04 năm 1945, tại nhà số 101 phố Trần Hưng Đạo, Đội Danh dự thành Hoàng Diệu được thành lập, gồm 4 thành viên: Đội trưởng Vũ Oanh và các đội viên Ngô Huy Cảnh (Chu), Nguyễn Viết Đương (Lâm), Lê Văn Điều (Văn Tiến Mạnh). Nhiệm vụ ban đầu chỉ là kết nạp thêm thành viên từ các nhóm Thanh niên Cứu quốc, Phụ nữ Cứu quốc và học sinh Hà thành, không phân biệt giới tính và tín ngưỡng. Điều kiện sinh hoạt là đội viên phải biết đọc biết viết tối thiểu, có sức khỏe dẻo dai, thạo xe đạp và bơi. Về sau, khi số lượng đã đông hơn, ông Vũ Oanh tự nguyện rút lui, cử các ông Cao Tâm và Thái Hy làm đội trưởng, đội phó.
Những sự kiện gây chấn động Hà Nội lúc đó là vụ ám sát mật thám Nguyễn Duy Mỹ tại Thái Hà Ấp, Phán Sinh tại làng Mọc, khiến quân cảnh phải vào cuộc, nhiều đội viên bị bắt và tra tấn tàn bạo. Tuy nhiên, sự kiện lớn nhất là xử điệp viên Nga Thiên Hương, chủ phòng trà Thiên Hương nổi tiếng tại số 14 phố Hàng Da. Ả thâm nhập Hoàng Diệu và lên tới chức đội phó, nhưng vẫn công khai làm việc cho Sở An Ninh Hoàng Quân Hà Nội, đồng thời có tình nhân là một võ quan cao cấp ngụ phố Hàm Long. Ngày 02 tháng 07 năm 1945, Nga Thiên Hương bị đội viên Hoàng Diệu bắn chết tại vỉa hè Hàm Long khi mới 19 tuổi. Về sau Nga Thiên Hương trở thành nguyên mẫu nhân vật Kiều Trinh trong phim Sao tháng Tám.
Cho đến thời điểm trước Cách mạng Tháng Tám, con số đội viên Hoàng Diệu chính thức là 60 người, phần đông là học sinh, chủ yếu thực hiện công tác tuyên truyền và thâu lượm tin tức.

### Việt Nam Dân quốc
Ngày 02 tháng 09 năm 1945, đội Hoàng Diệu được Ban Thanh Vận Hà Nội cử làm cảnh giới quảng trường và lễ đài đọc Tuyên ngôn độc lập. Từ lúc này, đội hoàn toàn công khai hoạt động với vai trò lực lượng xung kích của Mặt trận Việt Minh thành Hoàng Diệu, danh xưng cũng đổi thành Đoàn Thanh niên Tuyên truyền Xung phong thành Hoàng Diệu.
Đoàn Hoàng Diệu được giao nhiệm vụ vận động nhân dân mua tín phiếu ủng hộ Việt Minh, tham gia bầu cử quốc hội và hưởng ứng Tuần lễ Vàng. Khi quân Pháp tái chiếm Nam Bộ và bắn phá Hải Phòng, thanh niên Hoàng Diệu lại được phân công thu mua và vận chuyển vũ khí về trang bị cho các đội tự vệ. Nhiều đoàn viên cũng xung phong vào Đoàn quân Nam tiến.
Sau Hiệp ước mồng 06 tháng 03, một số đội Hoàng Diệu hoặc tự ý hoặc được chỉ thị đã tiến hành các vụ ám sát sĩ quan Pháp, cướp khí giới quân Pháp trên phố hoặc giữa sông Hồng, buộc Ban Liên Kiểm Pháp-Việt phải vào cuộc điều tra, tuy kết quả không là bao. Những cuộc chạm súng điển hình giữa lính Pháp và tự vệ thành Hoàng Diệu là vụ bắn phá Nhà hát Lớn và cướp Nhà Thông tin, thảm sát ngã ba phố Hàng Bún - ngõ Yên Ninh. Các đội Hoàng Diệu cũng được cử đi lùng và ám sát cán bộ những chính đảng đối lập Việt Minh sau khi chính phủ liên hiệp phân rã. Điển hình như vụ sát hại lãnh tụ Đại Việt Quốc dân Đảng Trương Tử Anh tại phố Triệu Việt Vương tháng 12 năm 1946.
Tuy nhiên, thời kì cao trào của đoàn Hoàng Diệu là khi toàn quốc kháng chiến bùng nổ. Các tổ tự vệ Hoàng Diệu được điều về từng khu phố, khi chiến sự càng cam go thì vai trò xung kích càng lớn. Kể từ lúc Bắc Bộ Phủ bị quân Pháp chiếm, tự vệ Hoàng Diệu chỉ rút gọn ở Liên khu I và trở thành lực lượng trọng yếu. Đến ngày 07 tháng 01 năm 1947, tự vệ Hoàng Diệu cùng công an xung phong, vệ quốc đoàn tản mác được nhập thành Trung đoàn Thủ Đô.
Vào thời điểm kết thúc, số thành viên đoàn Hoàng Diệu đạt chừng 4 ngàn người, hầu hết chỉ ở độ tuổi 15-30.
| “                                                                                           | Sau cuộc gặp mặt, tôi quyết định tìm về nhà riêng của trưởng ban liên lạc Lê Đức Vân ngõ hầu biết thêm về những năm tháng thanh xuân đi làm cách mạng của những người trí thức trẻ nơi đô thành. Ông là học sinh trường Bưởi, tham gia vào Đội Ngô Quyền (một tổ chức học sinh yêu nước cách mạng tại trường) và được kết nạp vào Đoàn Thanh niên cứu quốc đầu năm 1944, trở thành Đảng viên Đảng Cộng sản khi mới 16 tuổi. Hồi tưởng về những ngày tham gia làm Báo Hồn Nước - tờ báo của Thanh niên cứu quốc thành Hoàng Diệu, ra số đầu tiên vào cuối năm 1944, ông kể: “Theo chỉ thị của Ban Thường vụ Trung ương Đảng cuối tháng 2/1943, mỗi thành phố lớn phải có một Ban Thanh vận và ra một tờ báo riêng của thanh niên. Đến giữa năm 1944, Ban Cán sự Đảng Hà Nội mở lớp học cho Đảng viên mới, Lê Quang Đạo được giao huấn luyện. Sau lớp học, đồng chí Lê Quang Đạo đã giao trách nhiệm làm báo cho tôi và lấy tên báo là Hồn Nước - tiếng nói của nam, nữ thanh niên thành Hoàng Diệu. Tôi lo cả bài vở và tổ chức khâu in ấn. Nhà in lấy tên là Ký Con - Đoàn Trần Nghiệp”. Nói về những ngày đầu tiên làm báo, ông Vân cho biết, lúc đó gặp rất nhiều khó khăn. Đầu tiên, chúng tôi in bằng thạch nhưng do thạch quá mềm nên không thành công, chúng tôi phải tìm mua hộp đựng bột đá, đá ẩm ở cuối phố Bà Triệu, rộng khoảng 40 x 60cm, dày khoảng 50cm. Bột đá khi nhào với nước tạo thành tấm mềm. Khi in phải viết lên một tờ giấy bằng mực tím, sau đó đặt lên bàn đá ẩm, xoa cho mực hút vào đá, tiếp đó là đặt giấy lên lăn nhẹ cho mực hút vào giấy. Mỗi lần in như thế được khoảng 10 đến 15 bản, muốn in tiếp phải viết và làm lại từ đầu nên mất rất nhiều thời gian. Tờ báo Hồn Nước in bằng đá ẩm ấy được xuất bản trong hoàn cảnh tuyệt đối bí mật, tại số nhà 15 phố Hàng Phèn, với 4 trang khổ nhỏ nhằm tuyên truyền chủ trương, đường lối cách mạng của Việt Minh, phản ánh hoạt động của Thanh niên cứu quốc thành Hoàng Diệu.Vì số lượng in rất ít nên ông Vân đã bàn với mọi người chuyển sang in li-tô (in trên đá cứng). Đầu năm 1945, cơ quan in Báo Hồn Nước mới chuyển sang in li-tô và cũng chuyển địa điểm in đến làng Giáp Nhất (nay thuộc quận Thanh Xuân). Ông Vân chia sẻ: “Khi bắt tay vào in đá li-tô, chúng tôi gặp rất nhiều khó khăn vì chưa ai có kinh nghiệm, nhưng rồi mày mò mãi cũng in ra được tờ báo số 2 bằng kỹ thuật này. Mỗi lần in phải mài tấm đá rất kỹ rồi viết ngược chữ lên tấm đá bằng thứ mực đặc biệt, sau đó lau bằng nước chanh cho sạch rồi mới lau bằng nước đường để cho mực in không dính lên mặt đá, rồi lăn mực in, đặt giấy lên và lăn. Nếu làm thành công thì một lần sẽ in được 70 tờ báo với hai mặt in. Muốn có nhiều bản, chúng tôi phải in đi in lại nhiều lần và mỗi lần phát hành khoảng 200 tờ”. Tại làng Giáp Nhất, tờ báo Hồn Nước được in ba số là số 2, số 3, số 4, sau phải chuyển địa điểm do bị lộ. “Nguyên tắc của hoạt động của tờ báo lúc đó là chọn nhà có tình cảm với cách mạng nhờ họ dành một buồng để in. Mọi hoạt động phải được đảm bảo tuyệt đối bí mật, ngay cả hàng xóm nơi gia đình cho mượn làm “tòa soạn” cũng không được biết. Do đó, chúng tôi ngày không được phép ra khỏi căn buồng ấy, mọi sinh hoạt đều trong căn phòng tối. Lần đó, do hàng xóm đi tìm gà phát hiện ra một trong số chúng tôi. Ngay sau đó, chúng tôi phải lặng lẽ rút đi ngay”, ông Vân bồi hồi nhớ lại. Cho đến số 6 in đã xong chưa kịp phát hành thì Cách mạng Tháng Tám nổ ra. Nhớ về những ngày tháng gian khổ mà hào hùng đó, ông Vân không khỏi bùi ngùi. Ông cho biết thêm, giờ mặc dù các chiến sỹ Việt Minh thành Hoàng Diệu tuổi đã cao, song luôn giữ vững bản lĩnh chính trị, gương mẫu trong mọi hoạt động ở địa phương. “Giờ, những thành viên trong đội thanh niên cứu quốc thành Hoàng Diệu đều đã ở tuổi “gần đất xa trời” nhưng trong mỗi chúng tôi, tình yêu với Bác Hồ, với đất nước vẫn vẹn nguyên như thuở ban đầu chập chững bước chân vào con đường cách mạng”, ông nói. | ” |
| — Ngô Huyền, Thanh niên Cứu quốc thành Hoàng Diệu: Những chàng trai cô gái đi làm cách mạng | |   |

## Di sản

### Công luận
Trên báo An Ninh Thế giới Cuối Tháng số 216, phát hành tháng 08 năm 2019, kí giả Kiều Mai Sơn đã nêu vấn đề ngụy sử trong sự kiện hiệu triệu quần chúng tại Nhà hát Lớn Hà Nội ngày 17 tháng 08 năm 1945. Theo ông, sách Đoàn thanh niên cứu quốc Hoàng Diệu do Ban liên lạc Đoàn thanh niên cứu quốc Hoàng Diệu, Ban tuyên giáo Thành ủy Hà Nội và Nhà xuất bản Chính trị Quốc gia Sự Thật phối hợp xuất bản năm 2019 đã đánh tráo nhân vật lịch sử nhằm gom hết công lao về tay nhóm Hoàng Diệu, đồng thời gạt tên các thành viên khác tổ chức khỏi thực sử.
| “                                                       | Năm nay, 2019 tròn 100 năm sinh ông Ngô Quang Châu (1919-2003). Như trào lưu hiện nay, có thể gọi ông bằng nhiều tiền tố trước danh xưng. Lão thành cách mạng vì ông tham gia Việt Minh từ trước 1944. Nhà nghiên cứu Ngôn ngữ học vì ông có sách nghiên cứu về tiếng Việt xuất bản từ năm 1943, sau năm 1955 còn tiếp tục và ông chỉ chịu dừng nghiên cứu về chữ Quốc ngữ khi trái tim ngừng đập ở tuổi 85. Nhà giáo vì ông tham gia dạy trường Albert Sarraut, rồi giảng dạy tiếng Pháp tại Đại học Ngoại thương. Mỗi con người là những viên sỏi lát đường của lịch sử. Mỗi con người đều có số phận riêng. Ông Ngô Quang Châu là người đã ghi một dấu mốc trong Lịch sử Cách mạng tháng Tám tại Hà Nội: Ông là diễn giả của Việt Minh vào ngày 17/8/1945. Tiếc rằng, sau này, người ta đã toan gạt bỏ tên ông ra khỏi Lịch sử để thay vào đó là người khác. Không chỉ gạt bỏ tên ông Ngô Quang Châu, họ còn gạt cả tổ chức của ông, để thay vào đó là công lao của Việt Minh thành Hoàng Diệu. Người được báo chí sau này tuyên truyền đưa vào thay thế cho vị trí của ông Ngô Quang Châu là ông Lê Phan. Đọc các tài liệu sau này về ngày 17/8/1945 tại Hà Nội do Việt Minh thành Hoàng Diệu viết thì diễn giả là ông Lê Phan. Có thêm một nữ diễn giả khác là bà Từ Ngọc Trang (Thu Trà) để song hành cùng bà Nguyễn Khoa Diệu Hồng. Sự thật lịch sử chỉ có một: Ngày 17/08/1945, trong cuộc mit-tinh trước cửa Nhà hát lớn Hà Nội, có hai diễn giả của Mặt trận Việt Minh thuộc Thanh niên Dân chủ Đoàn. Một nam giới là Ngô Quang Châu, một phụ nữ giọng Huế là Nguyễn Khoa Diệu Hồng. | ” |
| — Kiều Mai Sơn, Ngô Quang Châu - diễn giả của Việt Minh | |   |

### Văn hóa
- Lũy hoa (phim, 1960)
- Sao tháng Tám (phim, 1976)
- Sống mãi với thủ đô (phim, 1996)
- Hà Nội mùa đông năm 46 (phim, 1997)

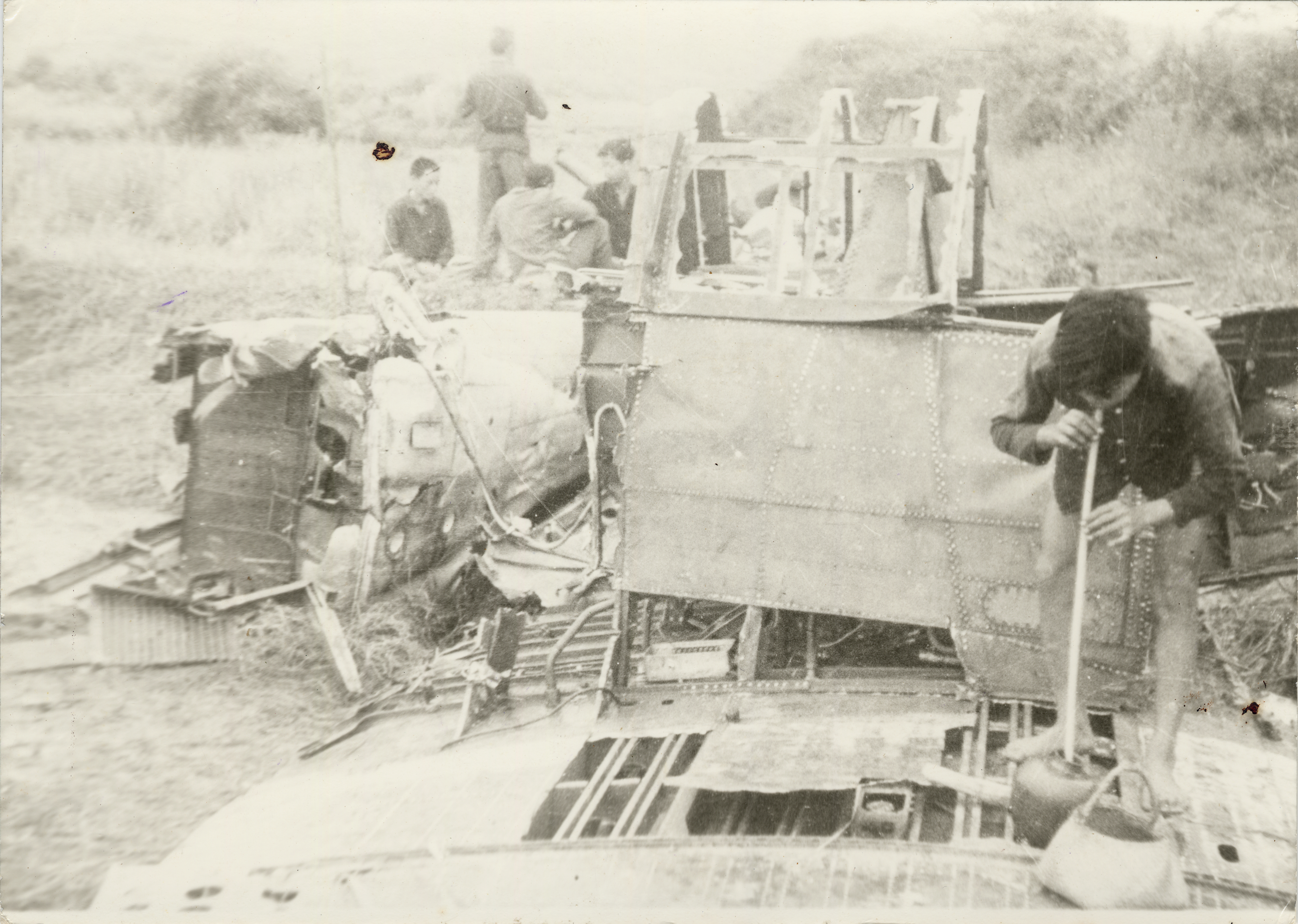
Tự vệ quân phố Hoàng Mai mút xăng trút vào vò sành để dự trữ, tháng 12 năm 1946.
Vệ út trong mùa đông 1946.
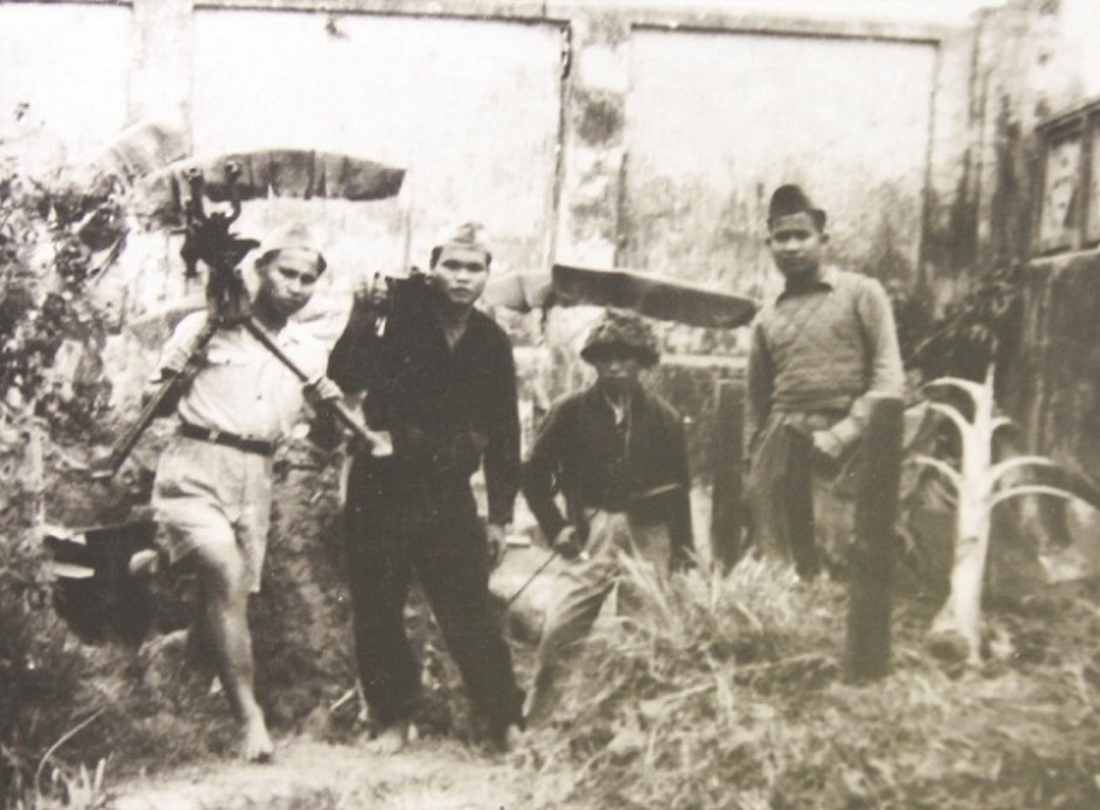
Tự vệ phố Hàng Đậu.